# Акакий (комит священных щедрот)
Акакий (лат. Acacius) — восточноримский политический деятель первой половины V века.
О биографии Акакия известно мало подробностей. В 426 году он занимал должность комита священных щедрот про восточноримском императоре Феодосии II. К нему адресовано 4 закона из кодекса Феодосия.